# Monsieur Ouine
Monsieur Ouine est un roman de Georges Bernanos publié à Rio de Janeiro en 1943, puis aux éditions Plon en avril 1946.

## Genèse de l'œuvre
Dans ce roman noir et profondément pessimiste, que l'auteur dit avoir écrit durant presque dix ans — et au milieu de la rédaction duquel il écrit très rapidement le Journal d'un curé de campagne —, Bernanos s'attaque de nouveau aux figures du mal et à la déchéance de l'humanité sans Dieu. D'abord titré La Paroisse morte, il s'agit à la fois d'un récit policier (autour d'un meurtre) et d'une galerie de portraits où se retrouvent des personnages bernanosiens déjà rencontrés dans les précédents romans comme la première Mouchette de Sous le soleil de Satan, Chantal mais aussi l'abbé Cénabre de L'Imposture et La Joie, sans oublier tous les malheureux que l'on croise dans l'ensemble de l'œuvre romanesque de Bernanos. Pas même au centre du récit, mais comme une sorte de viscosité cachée, se trouve un mystérieux et inquiétant personnage, l'ancien professeur Monsieur Ouine dont le corps est mou, l'esprit perdu et la souffrance terrible. On commence à lire ce roman dans la chaleur étouffante d'une journée d'été dans une maison morte — la maison d'un mort homonyme — pour le terminer autour du corps flasque et suintant de Monsieur Ouine.